# Ssawkonogowate
Ssawkonogowate, ssawkonogie (Myzopodidae) – rodzina ssaków z podrzędu mroczkokształtnych (Vespertilioniformes) w rzędzie nietoperzy (Chiroptera).

## Rozmieszczenie geograficzne
Rodzina obejmuje gatunki występujące na Madagaskarze.

## Systematyka
Do rodziny należy jeden współcześnie występujący rodzaj:
- Myzopoda A. Milne-Edwards & A. Grandidier, 1878 – ssawkonóg

Opisano również jeden rodzaj wymarły:
- Phasmatonycteris Gunnell, Simmons & Seiffert, 2014